# 산파울일바하르

산파울일바하르의 위치

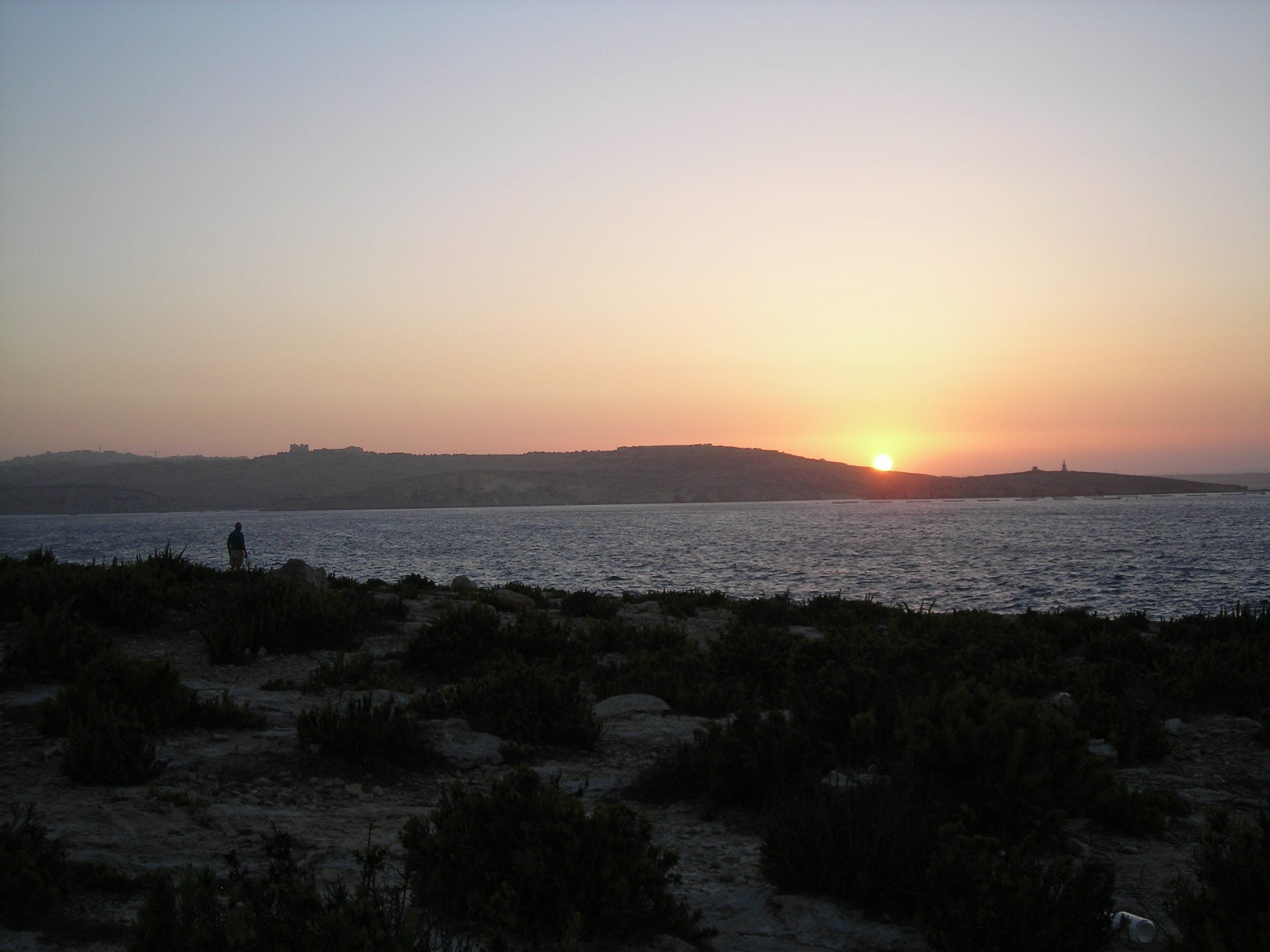
산파울일바하르의 해넘이

산파울일바하르(몰타어: San Pawl il-Baħar, 영어: St. Paul's Bay 세인트폴스베이[*])는 몰타의 도시로 면적은 14.5km2, 인구는 14,057명(2010년 12월 기준), 인구 밀도는 970명/km2이다.
도시 이름은 사도 파울로스 일행이 타고 있던 선박이 난파된 산파울섬에서 유래된 이름이다. 수도 발레타에서 16km 정도 떨어진 곳에 위치한다.

시기
시 문장